# 水晶宮 (小說)
《水晶宮》是香港科幻小説家倪匡的其中一部作品，衛斯理系列編號第96。小説的内容主要講述一個海底裏有成吉思汗的陵墓，而且還住着成吉思汗的後人。這本小説于1995年8月28日首次出版。

## 故事大綱

### 陶啟泉找衛斯理一起尋寶
一天，豪富陶啟泉去找衛斯理，說他要找成吉思汗墓，且聲稱已掌握到原來成吉思汗墓是在海底 。而因爲衛斯理認識一名成吉思汗的後代，也是一名豪富，衛斯理稱之為「大亨」。因此陶啟泉希望能夠通過衛斯理認識這位「大亨」，幫助他找到成吉思汗墓。

### 被海龍王帶去三年的青年
陶啟泉説道，他在偶然的情況之下認識了一位叫阿花的少女，而阿花說起他有一個哥哥叫阿水，在四年前去了俄國做買賣，一直音訊全無，要陶啟泉去打聽阿水的消息。最後，陶啟泉在三個月之后查到原來阿水已不在俄國，而是在蒙古的一所監獄醫院中，被蒙古醫院當局斷定為神經病病者。原來阿水跟著一隊蒙古的商隊去做買賣，一去就是三年，被人發現時已是半昏迷狀態，被發現的地點是一個名叫「卡爾底克山」的山口。
而陶啟泉帶衛斯理到一所精神病院去，阿水暫時住在那兒，而陶啟泉帶衛斯理去那兒的目的是要阿水對衛斯理說他的親身經歷。

### 阿水的經歷
阿水在跟著一隊蒙古的商隊去到有很多大河小河、大山小山、大湖泊小湖泊的荒地，和他一起的人有一個漢人和一位老人，那老人充當他們的嚮導。到了夜晚，當阿水和那漢人準備在一個高地露宿的時候，那位老人便馬上阻止他們在那兒露宿，因爲他曾經看過「會移動的湖」，而那高地又沒有長很多草，因此他認爲隨時都有可能會被淹死。但是，阿水和那漢人卻不聼那老人的勸告，堅持要在那兒露宿。結果，阿水在睡覺時被水沖走後昏迷了。
醒來後，阿水發現自己躺在床上，身邊有一位精壯蒙古少婦。他知道，是這位蒙古女士救了他的。就這樣，他一直住在壯婦的房子中，並聽從壯婦之言，沒有離開房子半步。在房子定居的多日以來，阿水發現當地沒有火，也禁止使用火。過幾日後，阿水發現門後有人聲，於是好奇的他們離開居所。此時，他發現四周是絕對的漆黑，並無半點光線。不過，從聲音中可知，他前面有一大隊人，為防被他人發現，他跟隨隊伍步行。此時，他聽到人群唱出了軍歌。故此，衛斯理等人認為他是跟隨著鐵木真的大軍之中。
其後，當阿水步行一段距離後，他看到一大塊「直立的水」，而水後則有一座龐大的建築物。此時，大軍徐徐的走到建築物前，很多人攀上梯子。阿水不知其故安在，他繼續觀察，看到梯子上的人跳進水中。到達建築物後，大軍一同慶祝。此時，阿水被一人所捕。原來，此人正為那蒙古壯婦。壯婦告訴阿水，那建築物為成吉思汗的古墓，大軍前來古墓的目的就是要清除當中的海草和附生物。

### 猜想與行動
衛斯理等人對阿水的經歷深信不疑。對於他所言的「直立的水」，陶啟泉首先認為古墓是在海底最深之處，而阿水所居的是一個不滲水的岩洞，因為當地氧氣有限，不容許火的存在。而當地的人是自成吉思汗死後，為他世世代代守墓的蒙古皇族後代。至於成吉思汗墓所在的位置應該是一位於蒙古、會移動的海子—烏布沙泊。有了這些方向後，衛斯理找來了「陰間使者」齊白，希望他能於陰間中找到當年參與工程的蒙古鬼﹔陶啟泉則提供先進的潛水儀器，而大亨則負責打通蒙古政府，令該國支持他們發掘成吉思汗墓。
正當一切準備就緒時，大亨突然提出一個特別的合作方式﹕陶啟泉負責發掘的資金，而他則負責陵墓出土後，建立博物館的資金。由於這方式無形中是使陶啟泉獨力承擔風險，故此陶啟泉拒絕與大亨的合作，並拉攏衛斯理與其合作。大亨的女友朱槿有見及此，亦提出與陶啟泉合作，每人出資三百億美元。衛斯理深知朱槿為「獨裁政體」的特務，因此若與她合作，亦意味著與他極為討厭的「獨裁政體」合作。此時，齊白出現，齊白性格高傲，對陶啟泉多加諷刺，更令合作一波三折。白素有見於此，向衛斯理表示要靜觀其變，不加理會各人的拉攏。

### 尋找古墓中的蒙古皇帝和皇后
朱槿為了爭取共同發掘陵墓的機會，提出了以「那一男一女」(於《遺傳》中，「那一男一女」擁有貴由汗與海迷失皇后的記憶，因此二人可能知道陵墓的一切)為交換條件，使齊白投入其陣形。經過多番的波折後，衛斯理最終與齊白、朱槿、陶啟泉合作，同行的還有白素、阿水以及那一男一女，大亨則不歡而散。
為尋找當年建立皇陵的蒙古鬼，齊白返回陰間，好不容易的找到兩位蒙古鬼。據兩位蒙古鬼表示，由於當時蒙古政府為防他人得悉古墓的所在位置，故此每位參與工程的男丁亦被蒙上布條。因此，二人亦無法告訴衛斯理人古墓的準確位置。同時，二人又表示只有汗位的繼承人方知道古墓的正確位置。因此，衛斯理認為「那一男一女」可能知道古墓的所在位置。然而，由於「那一男一女」只是外星人從真正的貴由汗與皇后細胞中複製過來，故此二人的記憶並不完整，只知古墓入口位置和暗語，其他的了解不多。

### 失敗而回
雖然面對眾多可能的失敗，眾人依舊堅持出發。到達目的地後，他們即遇上預期中的風浪。他們希望此風浪能把他們帶到阿水之前身處的岩洞。然而，風浪比他們預算中的快和急，風浪不僅沒有把他們捲入水底，反而捲回了陸地。最終，衛斯理等人並無所獲，只有放棄。至於阿水，卻被捲入水底，與照顧過他的那位蒙古壯婦結婚。

## 相關人物
- 衛斯理

書中主角，他對於開放成吉思汗陵墓極感興趣，這是基於他對成吉思汗的崇拜，更是因古墓之神秘，令衛斯理認為古墓的興建涉及到外星人的干涉。最終，由於衛斯理等人亦無法進入古墓，因此陵墓是否外星人所建亦無法知曉。
- 白素

衛斯理太太，她亦有參與發掘成吉思汗陵墓的行動。然而，她在小說中的重要性並不高。
另外，當她看到陶啟泉與阿花的情侶組合時，竟形容為「豪傑配美女」，使衛斯理感到不倫不類。
- 陶啟泉

衛斯理好友，為富商一名，他是首個提出發掘成吉思汗古墓的角色。他雖然擁有阿水的第一身資料，最終依然不敵自然因素而失敗而回。不過，陶啟泉在本故事中邂逅阿花，他曾對阿花表示遇上她是二十世紀人類的三件大事之一。對於這個情侶組合，衛斯理認為是基於陶啟泉生活單一，令他需要另類的方式調節。
- 大亨

衛斯理好友，是另一位富商。大亨的特別之處除了他擁有成吉思汗的血統外，更為大權在手，對不少國家以及政事、軍事亦有具大的影響力。故此，他在發掘其祖墓時能使蒙古政府支持其計劃。
- 阿水

二十多歲的廣東青年人，四歲時與妹妹阿花被父母拋棄，自此終日留連街頭。後來，他與友人先到俄羅斯做買賣，其後為求有更多收入，轉到蒙古進行買賣。就在蒙古的某日，阿水被捲入水底的岩洞，展開了故事。
當他逃離岩洞，被人類發現後，由於他自稱海龍王招他為女婿，又說要一位懂得學兒隻斤語的人與他溝通，使人誤認他是精神病
- 阿花

阿水的妹妹，為一位十八歲左右的少女。由於她衣著暴露、美麗動人，故此衛斯理形容她為一位「雌性的人」，似是等待雄性的追求，成功取得陶啟泉的歡心。另外，由於自她年幼就被父母拋棄，故此她未有受過教育，她曾向衛斯理表示所識的字不到二百，使衛斯理甚為同情她。
- 朱槿

大亨的女友，也是「獨裁政體」的務特。她帶到的「一男一女」由於生命受到改造，令世界不少領袖亦與他們見面，以求永生。因此，朱槿以帶他們來作為條件，令她加入了發掘古墓的陣容之中。
- 冷若水

一流的心理學家，其性格如同其姓一樣，十分冷酷。對於阿水的經歷，她完全信賴，因她認為以阿水的教育水平而言，沒有可能知道成吉思汗、學兒隻斤語等詞彙，因而推測這是他的親身經歷。對此，她曾比喻為一位沒有看過馬的人，不可能妄想出有馬這動物的存在。
- 齊白

衛斯理好友，為一位出色的盜墓者。自《從陰間來》後，齊白已成為陰間使者，由人類變為半人半鬼的生命體，能突破除水以外的任何空間。由於齊白善於盜墓，故此衛斯理找他來，希望他能從旁協助。
- 溫寶裕

衛斯理忘年之交。由於衛斯理要安排陶啟泉與大亨會見，故此找來了由溫寶裕所有的房子為會見之地。溫寶裕深知大亨高傲，故安排二人於房子中的劍房「寒光閣」會面，令大亨刮目相看，態度變得友好。
- 衛紅陵

衛斯理與白素之女，知識極度豐富，她曾解釋了岩洞形成的過程與交代中國古代建築的知識。